# Popricani
Popricani is een Roemeense gemeente in het district Iași.
Popricani telt 7566 inwoners.